# Уорд (река, впадает в залив Карпентария)
Уорд (англ. Ward River) — река на полуострове Кейп-Йорк, Квинсленд, Австралия. Длина реки составляет 46 километров. 
Уорд берёт начало в 12 километрах от западного побережья полуострова и течёт на юг через ненаселённую местность. Впадает в залив Арчер (часть залива Карпентария) вместе с реками Арчер и Уотсон, к северу от общины Орукун. Река имеет четыре притока: Коконат-Крик, Таппелбанг-Крик, Сэнди-Крик и Поссум-Крик.